# Dirección General de Movilización Nacional
La Dirección General de Movilización Nacional (DGMN) es un organismo asesor del Ministerio de Defensa de Chile en todas las materias y actividades relativas al reclutamiento y movilización militar, al control de armas y explosivos, al control de las artes marciales, al control de tiro ciudadano y al control de armas químicas y biológicas en Chile. Su actual director es el General de Brigada Jorge Hinojosa Riquelme.

## Historia
La Primera Junta Nacional de Gobierno de Chile promulgó el 14 de enero de 1814 el primer llamado al Servicio Militar en Chile, aunque la primera ley al respecto fue la Ley N° 352 del 12 de febrero de 1896, llamada de “Servicio de Guardias Nacionales”, la que dividió a éstas en activa, pasiva y sedentaria, siendo obligatoria para todo chileno entre los 20 y 40 años de edad.
En 1900, 1912, 1920, 1921, 1925 y 1931 se dictaron una serie de leyes que regularon y perfeccionaron el Servicio Militar Obligatorio, refundiéndose y anulándose posteriormente en el DFL N° 31 de 1931. En estas leyes por primera vez se comienza a nombrar a esta entidad de servicio público como “Dirección de Reclutamiento”.
Posteriormente, el 30 de abril de 1953, se refundieron todas las disposiciones atingentes anteriores, cambiándose en el nombre anterior por el de “Dirección General de Reclutamiento y Estadísticas de las Fuerzas Armadas”, cuyo nombre fue cambiado por el actual en 1981, correspondiéndole a la fecha la responsabilidad de controlar a nivel nacional el cumplimiento de la legislación sobre reclutamiento, movilización, control de armas y explosivos, control de armas químicas y control de artes marciales y tiro ciudadano.

## Funciones
Dentro de sus atribuciones, figuran tener a cargo el reclutamiento del contingente para las instituciones de las FF. AA., como asimismo, la preparación de la movilización del potencial humano, material e industrial del país a fin de atender los requerimientos de Defensa. También debe efectuar los controles nacionales de armas, explosivos, sustancias químicas y artes marciales. Finalmente, la DGMN asesora al Ministerio de Defensa en materias de tiro ciudadano y defensa civil.